# Rail World
Rail World ist ein US-amerikanisches Holding-Unternehmen zum Betrieb, zur Entwicklung und Privatisierung von Eisenbahngesellschaften. Sitz des Unternehmens ist Chicago.

## Geschichte
Das Unternehmen gründete Edward Burkhardt, nachdem er 1999 aus der von ihm mitgegründeten Wisconsin-Central-Unternehmensgruppe ausgestiegen war.
Im gleichen Jahr entstand das Tochterunternehmen Rail Polska in Vorbereitung einer Privatisierung der staatlichen polnischen Eisenbahn Polskie Koleje Państwowe. 2003 wurden die mit entsprechenden Transportlizenzen ausgestatteten Unternehmen „PPUH Kolex“ und „Zec Trans“ erworben und 2004 dann mit Rail Polska fusioniert.
Weiterhin ist das Unternehmen Mitglied des Konsortiums Baltic Rail Services OU, dass  von 2001 bis 2006 66 % der estnischen Eisenbahngesellschaft Eesti Raudtee besaß.
Am 8. Januar 2003 erwarb Rail World gemeinsam mit der Wheeling Corporation, Mutter der Wheeling and Lake Erie Railway, die frühere Bangor and Aroostook Railroad und betrieb sie unter dem Namen Montreal, Maine and Atlantic Railway (MMA). Er hatte einen Anteil von 73 % am Unternehmen. Am 6. Juli 2013 ereignete sich auf der Strecke der MMA der Eisenbahnunfall von Lac-Mégantic bei dem 47 Menschen starben und 40 Gebäude zerstört wurden. In der Folge musste die Montreal, Maine and Atlantic Railway auf Grund der entstandenen Schäden Konkurs anmelden und ihr wurde von der kanadischen Regierung die Lizenz entzogen.
Ein weiteres Tochterunternehmen ist die 2001 gegründete Leasinggesellschaft Rail World Locomotive Leasing. Das Unternehmen bietet ehemalige Amtrak-Loks der Baureihen EMD F40PH und daraus umgebaute F40-M an. Diese werden vor allem von Unternehmen mit Personenzugleistungen eingesetzt.

## Tochtergesellschaften
- Montreal, Maine and Atlantic Railway (2003–2013)
  - Montreal, Maine and Atlantic Railway Canada (2003–2013)
- Rail World BV
  - AS Baltic Rail (seit 2008)
  - Rail Polska (seit 2003)
- Rail World Ukraine (seit 2009)
- Rail World Locomotive Leasing (seit 2001)
- Pea Vine Corportation
  - San Luis Central Railroad (seit 1999)